# Die PARTEI

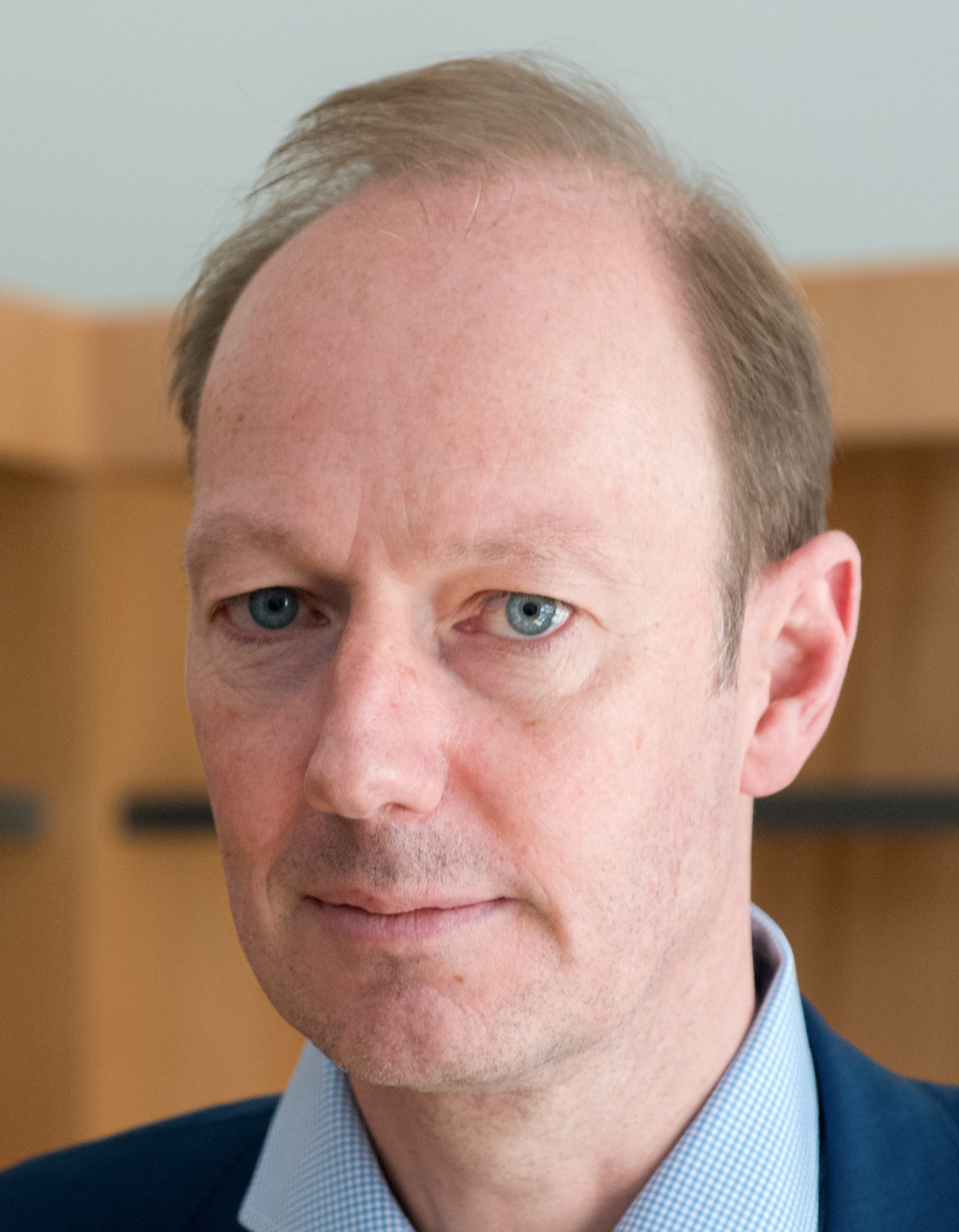
Martin Sonneborn

Die PARTEI (en català: ‘El Partit’), denominat oficialment Partei für Arbeit, Rechtstaat, Tierschutz, Elitenförderung und basisdemokratische Initiative (en català: Partit pel Treball, Estat de Dret, Protecció dels Animals, Foment de les Elits i Iniciatives Democràtiques de Base), és un partit polític alemany fundat el 2004 pels editors de la revista satírica Titanic. El líder del partit és Martin Sonneborn. És un partit satíric, l'objectiu del qual és parodiar la política alemanya. Com a partit d'aquesta naturalesa, les seves propostes són sovint absurdes i ridiculitzen propostes d'altres partits. Algunes de les seves propostes inclouen la introducció d'una quota de dropos, la construcció d'un mur al voltant de Suïssa, el sou mínim d'un milió d'euros, legalitzar la cocaïna sota prescripció mèdica i segrestar el president Erdoğan.
En les eleccions al Parlament Europeu de 2014, el partit va guanyar un escó, essent la primera vegada que un partit satíric obtenia representació al Parlament Europeu.

## Història
El partit participa en les eleccions federals, estatals, europees i locals des de 2005. El seu millor resultat a nivell estatal fins ara ha estat en les eleccions estatals de Berlín de 2016 quan va aconseguir el 2,0% dels vots 
En les eleccions federals de 2005 el partit va obtenir menys del 0,1%. En les eleccions federals de 2009 la participació li va ser prohibida, per raons controvertides, per la Comissió Federal Electoral. Això no obstant, per a les eleccions federals de 2013 la Comissió Federal els va permetre la participació i van obtenir un 0,2%.

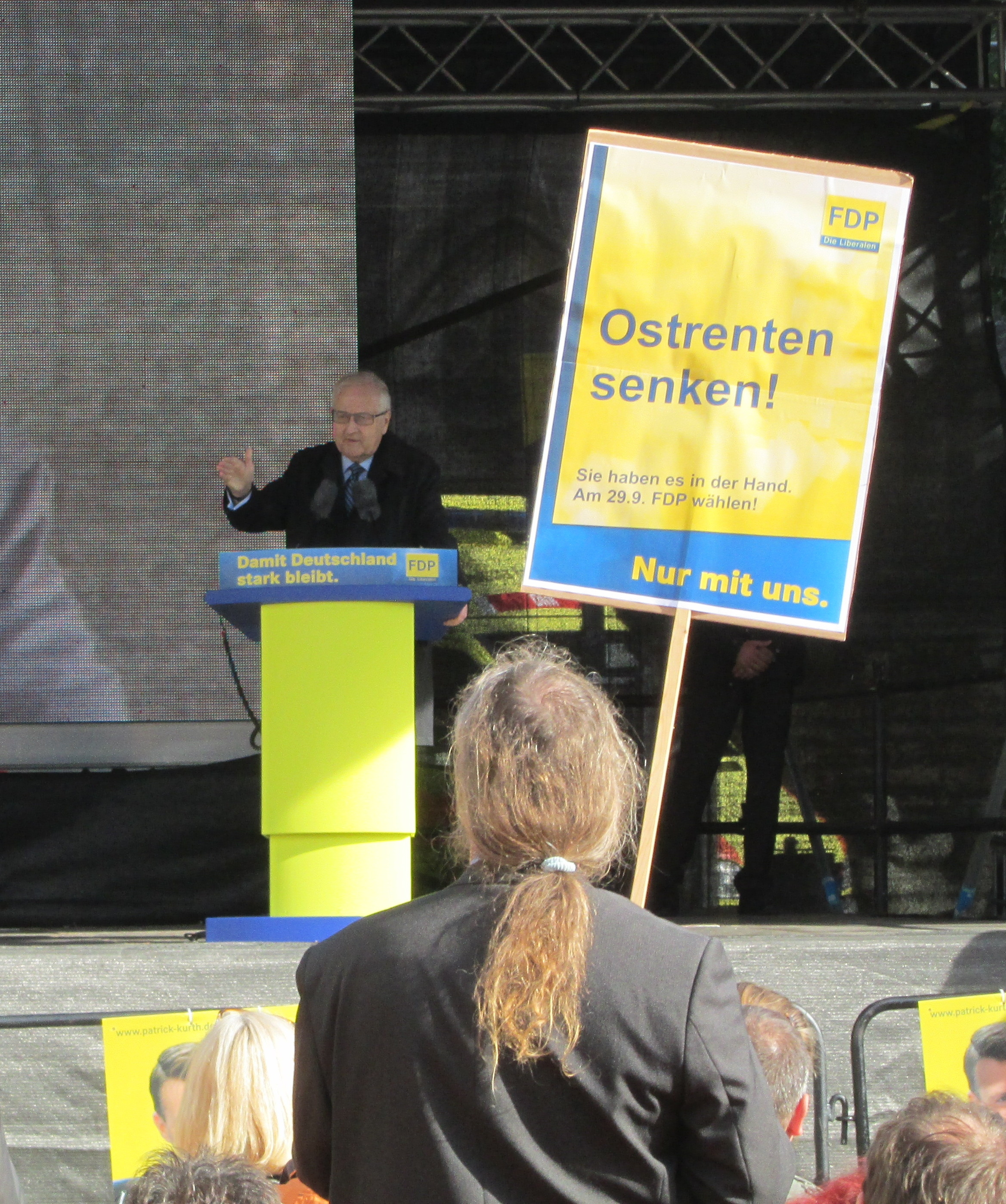
Membre de Die Partei en un míting del Partit Democràtic Liberal (FDP) sostenint un cartell amb el disseny d'aquest últim partit, amb el lema: «Reduir les pensions a l'Est», satiritzant el FDP.

Encara que Die Partei compleix els requisits legals de la Llei de partits polítics, la seva legitimitat es veu sovint qüestionada, car imita i caricaturitza característiques i mètodes de campanya d'altres partits, a més de participar de vegades en els seus esdeveniments.
En les eleccions al Parlament Europeu de 2019, el partit va rebre el 2,4% dels vots (898.386 sufragis en total), obtenint dos eurodiputats.
El carnet d'afiliat Nr. 50.000 el van entregar al parlamentari del Bundestag Marco Bülow el 17 de novembre del 2020 en mudar-se del SPD al Die PARTEI, d'aquesta manera van ocupar-hi per primera vegada un escó.

## Resultats electorals

### Eleccions federals
| Any  | Circumscripció            | Circumscripció            | Llista de partit          | Llista de partit          | Escons                    | +/–                       | Govern                    |
| Any  | Vots                      | %                         | Vots                      | %                         | Escons                    | +/–                       | Govern                    |
| ---- | ------------------------- | ------------------------- | ------------------------- | ------------------------- | ------------------------- | ------------------------- | ------------------------- |
| 2005 | 10,379                    | 0.02                      | 6,923                     | 0.01                      | 0 / 614                   | Nou                       | Extraparlamentari         |
| 2009 | No se'ls deixa participar | No se'ls deixa participar | No se'ls deixa participar | No se'ls deixa participar | No se'ls deixa participar | No se'ls deixa participar | No se'ls deixa participar |
| 2013 | 78,674                    | 0.18                      | 39,388                    | 0.09                      | 0 / 631                   | =                         | Extraparlamentari         |
| 2017 | 454,349                   | 0.98                      | 245,659                   | 0.53                      | 0 / 709                   | =                         | Extraparlamentari         |
| 2021 | 460,429                   | 0.99                      | 540,165                   | 1.17                      | 0 / 735                   | =                         | Extraparlamentari         |
| 2025 | 122,386                   | 0.25                      | 242,806                   | 0.49                      | 0 / 630                   | =                         | Extraparlamentari         |

### Parlament Europeu
| Any  | Líder                         | Vots    | %    | Escons | +/- | Grup Europeu |
| ---- | ----------------------------- | ------- | ---- | ------ | --- | ------------ |
| 2014 | Martin Sonneborn              | 184,709 | 0.63 | 1 / 96 | Nou | No inscrits  |
| 2019 | Martin Sonneborn              | 899,079 | 2.40 | 2 / 96 | 1   | Verds/ALE    |
| 2024 | Sibylle Berg Martin Sonneborn | 775,392 | 1.95 | 2 / 96 | =   | No inscrits  |